# Æthelred I da Ânglia Oriental
Æthelred I foi um rei semi-histórico do século VIII da Ânglia Oriental, um reino anglo-saxão que hoje inclui os condados ingleses de Norfolk e Suffolk. Ele pode ter governado entre 760 e 790, mantendo o reino dos Ânglios Orientais durante o governo de Offa da Mércia.
Não há cunhagem conhecida de Æthelred e as únicas fontes históricas que o nomeiam datam de depois da conquista normanda da Inglaterra, incluindo Lives of St Æthelberht e as listas de reinado de Guilherme de Malmesbury. As lendárias narrativas de Æthelberht relatam que Æthelred e sua rainha Leofruna moravam em Beodricesworth, agora a cidade de Bury St Edmunds no condado de Sufolk.
Æthelred foi o pai de Æthelberht II da Ânglia Oriental, que o sucedeu na década de 770.